# Rosularia radicosa
Rosularia radicosa är en fetbladsväxtart som först beskrevs av Boissier och Hohenacker, och fick sitt nu gällande namn av U. Eggli. Rosularia radicosa ingår i släktet Rosularia och familjen fetbladsväxter. Inga underarter finns listade i Catalogue of Life.